# Eikenbladstromabekertje
Het eikenbladstromabekertje (Pycnopeziza pachyderma) is een schimmel behorend tot de familie Sclerotiniaceae. Het leeft saprotroof op bladstelen en hoofdnerven van bladeren van eik (Quercus). Het maakt apothecia (vruchtlichamen) tussen april en juni.

## Kenmerken
De apothecia (vruchtlichamen) zijn schotelvormig en zijn kort gesteeld. De diameter is 1-4 mm. De steel is 1 tot 3 mm lang en 0,5 mm dik. De buitenkant is geelbruin. 
De asci meten 75-85 × 6,5-7,5 um. De ascosporen zijn nauw ellipsvormig, hyaliene, eencellig en meten 7-9 × 3-4 um.

## Verspreiding
In Nederland komt het eikenbladstromabekertje zeer zeldzaam voor.